# صموئيل كاسيريس
صموئيل كاسيريس (بالإسبانية: Samuel Cáceres)‏ هو مدرب كرة قدم ولاعب كرة قدم باراغواياني، ولد في 20 فبراير 1989 في أسونسيون في باراغواي. لعب مع إنديبندينتي ونويفا شيكاجو.

## وصلات خارجية
- صموئيل كاسيريس على موقع قاعدة بيانات كرة القدم.إي يو (الإنجليزية)
- صموئيل كاسيريس على موقع Soccerway.com (الإنجليزية)